# TVP Polonia

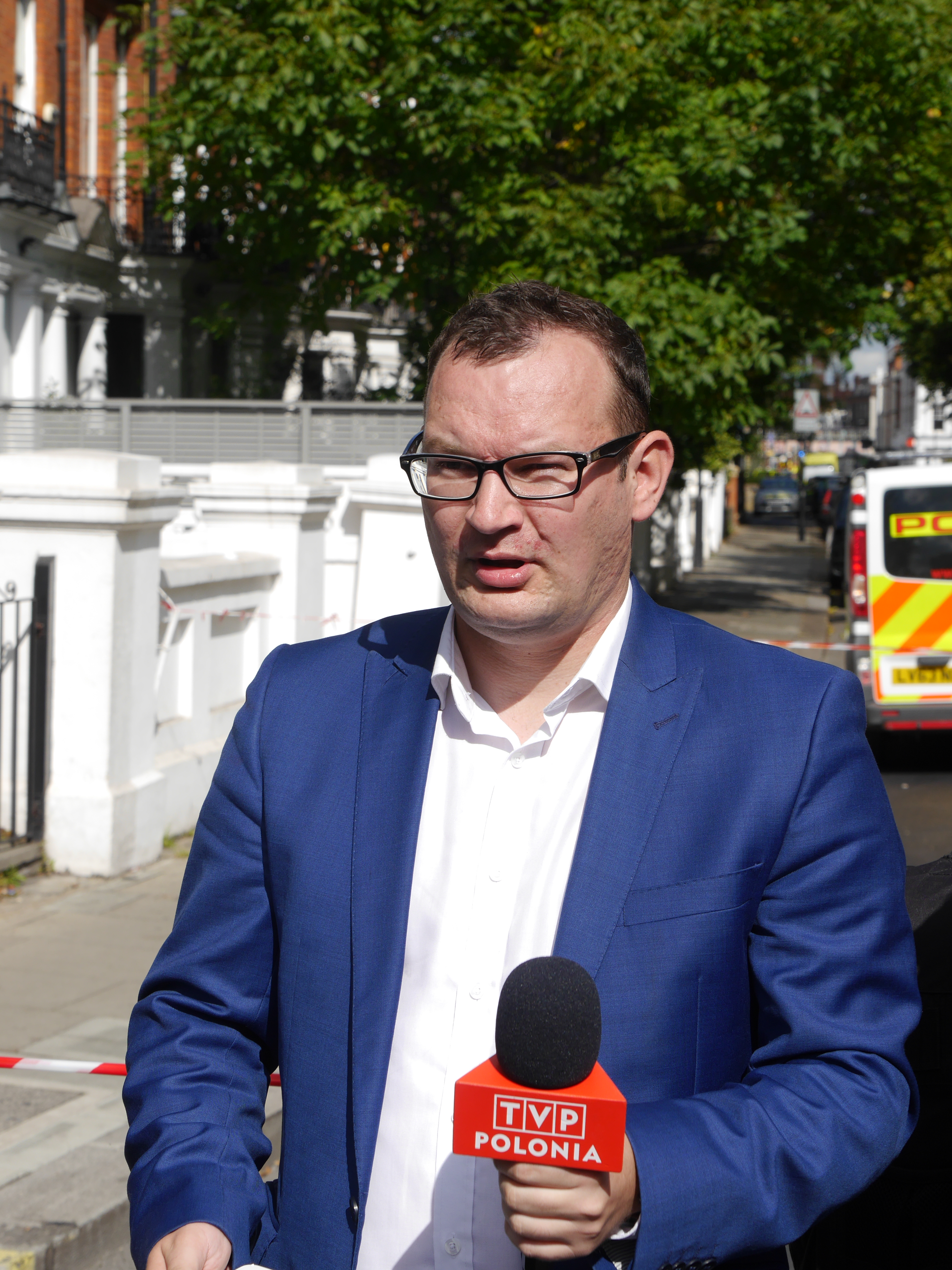
Phóng viên TVP Polonia tường thuật về vụ đánh bom Parsons Green vào tháng 9/2017.

TVP Polonia (trước kia gọi là TV Polonia), là một kênh truyền hình quốc tế của tập đoàn truyền thông Telewizja Polska (TVP). Kênh này được TVP và Bộ Ngoại giao Ba Lan đồng tài trợ, và được phát sóng từ trụ sở TVP ở Warsaw. TVP Polonia nhắm đến đối tượng khán giả nói tiếng Ba Lan nước ngoài. Đồng thời, TVP Polonia cũng được phát sóng bởi các kênh trong nước của TVP cùng với tin tức từ các cộng đồng ngoại kiều Ba Lan trên khắp thế giới. Kênh được vào thử nghiệm, tháng 10 năm 1992. TVP Polonia đi vào hoạt động thường xuyên từ tháng 3 năm 1993.

## Người dẫn chương trình
- Từ năm 1994 - 2009: Monika Jóźwik
- Từ 2011 đến nay: Łukasz Kardas

## Phân phối kênh
TVP Polonia có ở nhiều quốc gia trên thế giới thông qua cáp truyền hình hoặc vệ tinh. Nó cũng được truyền đi mà không được mã hóa từ các vệ tinh khác nhau.
Kênh từng được phát sóng qua vệ tinh truyền thông Astra 19,2 ° E vào năm 2005, nhưng sau đó đã bị dừng, vào ngày 31 tháng 12 năm 2014 vì lý do kinh tế.
Nguồn cấp dữ liệu của mạng truyền hình TVP Polonia ở Mỹ, được phân phối bởi công ty Spanski Enterprises của Canada, theo thỏa thuận trong 25 năm, kéo dài từ ngày 13 tháng 12 năm 1994 đến ngày 14 tháng 12 năm 2019. Vào năm 2016, Tòa án Quận Columbia của Hoa Kỳ tuyên bố TVP Polonia vi phạm bản quyền, dựa trên cáo buộc của công ty Spanski rằng kênh này cung cấp các nội dung phát trực tuyến mà không hạn chế nội dung truy cập theo khu vực địa lý, trên trang web trong nước của họ. Điều này là vi phạm các quyền độc quyền đã được cấp phép cho Spanski và được họ đăng ký với Văn phòng Bản quyền Hoa Kỳ. Nguồn cấp dữ liệu của kênh ở Mỹ đã ngừng truyền vào ngày 14 tháng 12 năm 2019.